# Allopachria shepardi
Allopachria shepardi är en skalbaggsart som beskrevs av Wewalka 2000. Allopachria shepardi ingår i släktet Allopachria och familjen dykare. Inga underarter finns listade i Catalogue of Life.